# Spacenet
Die SpaceNet AG ist ein deutscher Internetprovider mit Sitz in München. Das Unternehmen zählt historisch zu den ersten kommerziellen Internetprovidern in Deutschland.

## Geschichte
Die Firma SpaceNet wurde am 20. Dezember 1993 als GmbH von Sebastian von Bomhard, Axel Bauer und Martin Twickler gegründet. Der Eintrag ins Handelsregister erfolgte am 12. Januar 1994. Unternehmensziel der SpaceNet GmbH war zunächst die Vernetzung von Unternehmen via Satellit. Die Vernetzung via Satellit fiel bald weg und es blieb das Angebot, Unternehmen ans Internet anzubinden. 1999 erhielt das Unternehmen als erster deutscher Internetprovider IPv6-Internet-Adressen. Am 28. August 2000 wurde aus der SpaceNet GmbH eine Aktiengesellschaft, mit Sebastian von Bomhard als Vorstand. Neben Sebastian von Bomhard ist seit dem 1. April 2018 Michael Emmer weiterer Unternehmensvorstand.
Der Unternehmensschwerpunkt der SpaceNet AG liegt heute im Bereich des hochverfügbaren Hostings von Anwendungen und IT-Infrastrukturen, IT-Outsourcing und dem Betrieb von ISO-zertifizierten Rechenzentren. Im Jahr 2020 hatte die SpaceNet AG 125 Mitarbeiter. Der Jahresbericht 2018 verzeichnete einen Rohertrag von 16,2 Millionen Euro.
Die SpaceNet AG betreibt seit 2008 drei Hochsicherheitsrechenzentren in München, an weiteren Standorten im Bundesgebiet ist sie mit Knotenpunkten zu anderen Providern vertreten, an denen keine Mitarbeiter beschäftigt sind. Im Jahr 2018 war Baubeginn für ein neues Hochsicherheitsrechenzentrum in Kirchheim bei München, mit über 5000 m² Fläche und Platz für ca. 2.000 Racks mit 47 Höheneinheiten, was rund 113.000 Servern entspricht. Für den Bau und Betrieb des Rechenzentrums war die SDC Spacenet Datacenter GmbH & Co. KG (SDC) gegründet worden. Im Januar 2023 wurde das Datacenter an den Infrastruktur-Fondsmanager Arcus Infrastructure Partners LLP veräußert. Als Begründung für den Verkauf wurde eine zukünftige Fokussierung auf die Kernkompetenz von SpaceNet als Internet-Provider verwiesen.

## Produkte
Als unabhängiger Internetprovider versorgt die SpaceNet AG im süddeutschen Raum Unternehmen und öffentlich-rechtliche Institutionen. Ihr strategischer Geschäftsschwerpunkt liegt nach eigenen Aussagen im Highend-Bereich von Managed-Hosting-Anwendungen und damit im Zusammenhang stehenden Dienstleistungen.
Ihr Produktportfolio umfasst Rechenzentrumsflächen, Internetanbindungen, Unternehmensvernetzungen, Netz- und Datensicherheit, Cloudlösungen, E-Mail-Services mit Backup- und Archivierungslösungen sowie netzgestützte Anwendungen und Webauftritte. Ihr eigenes Backbone ermöglicht eine unabhängige Infrastruktur mit Schnittstellen zu internationalen Knotenpunkten.
- 1994: Einführung von SpaceNet Mail
- 2003: Start des Unified Communications Manager
- 2004: Einführung von Greylisting zur Spam-Abwehr
- 2006: Start von Netzheimer auf Antenne Bayern[12][13]
- 2007: Eröffnung des dritten Rechenzentrums
- 2008: Entwicklung von klimaneutralen Internetdienstleistungen unter dem Label Climate Partner; Erhalt der ISO-27001-Sicherheits-Zertifizierung
- 2011: Launch des Mailofants zur Mailarchivierung, Re-Audit der ISO-27001-Zertifizierung
- 2013: Einführung der Dropbox-Alternative Sync’N’Share. Zum zwanzigjährigen Bestehen des Unternehmens wird erstmals der SpaceNet Award ausgelobt
- 2015: Launch der Office Cloud Cloudissimo
- 2016: Testsieger des Magazins com! mit SpaceNet Mail 4.0 in der Kategorie E-Mail-Hosting-Lösungen[14]

## Forschung und Entwicklung
Die SpaceNet AG forscht laut Unternehmensbericht 2016 insbesondere in den Bereichen digitale Markttrends und Produktinnovationen. Einer der Forschungsschwerpunkte lag 2016 auf der weiteren Steigerung der Nutzerfreundlichkeit des Produkt- und Dienstleistungsprogramms. Eine der Maßnahmen soll die Steigerung der Flexibilität bei der Bereitstellung virtualisierter Ressourcen (Cloud Pool) erreichen. Hierüber sollen Kunden in die Lage versetzt werden, eigenständig virtuelle Maschinen auf Grundlage eines Ressourcenkontingents zu provisionieren. Ende 2016 wurde im Bereich der dedizierten Server ein neues Entrylevelprodukt entwickelt. Hierbei wurde durch ein besonderes Maß an Standardisierung eine starke Kostenreduktion erzielt.
Neben internen Forschungs- und Entwicklungsarbeiten kooperiert die SpaceNet AG auch mit Forschungsinstitutionen, Clustern und Unternehmen und beteiligt sich an wissenschaftlichen IT-Projekten. Im Rahmen des Programms INTERREG V-A Programm Österreich-Bayern 2014-2020 trat die SpaceNet AG als technischer Dienstleister innerhalb des Projektes „Nachhaltige Wohnstandorte“ auf. Ziel des Projekts ist die Entwicklung einer IT-gestützten Entscheidungshilfe zur nachhaltigen Wohnstandortwahl.
Für ihre Forschungsaktivitäten erhielt die SpaceNet AG vom Stifterverband für die Deutsche Wissenschaft e.V. den Stifterpreis 2016/17 mit dem Siegel „Innovativ durch Forschung“.
Der Gesamtaufwand im Geschäftsjahr 2016 betrug für Forschung und Entwicklung rund 500.000 EUR, was einem Anteil von 3 % des Umsatzes entspricht.

## Netzpolitik
- 1995: Mitgründung der Bundesdatenautobahn (BDA)
- 1997: Die SpaceNet GmbH erhält als Gründungsmitglied der DENIC eG die Mitgliedsnummer 1.
- 2009: zusammen mit anderen Internetprovidern das Forum Provider gegen Kindermissbrauch im Internet (FGMB) technischer Berater für Politik (z. B. mit dem fgmb (Forum gegen Missbrauch)) gegen Zensur!
- 2016: Die SpaceNet AG reicht am 25. April zusammen mit dem Internetverband Eco Klage gegen die Vorratsdatenspeicherung ein.[17]
- 2017: Am 22. Juni beschließt das Oberverwaltungsgericht Münster, dass das Gesetz zur Vorratsdatenspeicherung gegen EU-Recht verstößt. Die SpaceNet AG wird zunächst als einziger deutscher Provider von der Speicherpflicht ausgenommen. Sechs Tage später setzte die Bundesnetzagentur die Pflicht zur Vorratsdatenspeicherung im Rahmen des zum 1. Juli 2017 in Kraft getretenen Gesetzes bis zur Entscheidung einer Klage im Hauptsacheverfahren vorläufig bundesweit aus.[18]
- 2018: : Am 20. April 2018 entschied das Verwaltungsgericht Köln (im Parallelverfahren der Telekom), dass die anlasslose Vorratsdatenspeicherung nicht mit EU-Recht vereinbar sei.[19][20] Die Bundesrepublik, vertreten durch die Bundesnetzagentur, hatte gegen die Entscheidung des VG Köln Sprungrevision eingelegt. Die SpaceNet stimmte der Sprungrevision zum Bundesverwaltungsgericht in Leipzig zu.
- 2019: Am 25. September 2019 setzte das Bundesverwaltungsgericht Leipzig das Verfahren zur Vorratsdatenspeicherung der SpaceNet aus und legt dem Europäischen Gerichtshof (EuGH) eine Frage zur Auslegung der Datenschutzrichtlinie für elektronische Kommunikation (Richtlinie 2002/58/EG) vor. Die europäischen Richter mussten nun entscheiden, ob die deutsche Regelung, die eine anlasslose und flächendeckende Speicherpflicht von Verkehrs- und Standortdaten aller Nutzer vorsieht, mit der EU-Grundrechte-Charta vereinbar ist. Bis zur endgültigen Klärung blieb die Pflicht zur Vorratsdatenspeicherung ausgesetzt.[21][22]
- 2022: Am 20. September erklärte der EuGH die anlasslose Vorratsdatenspeicherung für rechtswidrig.[23]
- 2023: Am 14. August erklärte das Bundesverwaltungsgericht endgültig die Norm als unionsrechtswidrig.[24] In der Folge ist die Bundesregierung gehalten, eine angepasste Gesetzgebung zu erarbeiten.